# Dan hrvatske diplomacije
Danom hrvatske diplomacije, 7. lipnja, tradicijski se obilježava povijesni događaj iz 879. godine kada je papa Ivan VIII. uputio hrvatskome knezu Branimiru pismo kojim ga izvještava da je u Rimu blagoslovio njega i cijeli hrvatski narod, te priznajući mu "zemaljsku vlast nad cijelom Hrvatskom". U to doba bilo je to najviše međunarodno priznanje čime je, u današnjem smislu, Hrvatska priznata kao suverena država.

## Prvo priznanje Hrvatske
Malo je konkretnih datuma iz najranije hrvatske povijesti, kad se počela formirati hrvatska država, a jedan od njih je upravo 7. lipnja 879., kad je hrvatska državnost prvi put dobila međunarodnu potvrdu. No papin blagoslov nije se dogodio 7. lipnja, već je s tim datumom datirano papino pismo Branimiru u kojem piše:
»Kad smo naime na dan Uzašašća Gospodnjega služili misu na žrtveniku Sv. Petra, digosmo ruke u vis i blagoslovismo tebe i cio narod tvoj i cijelu zemlju tvoju, da možeš ovdje uvijek spašen tijelom i dušom sretno i sigurno vladati zemaljskom kneževinom, a poslije smrti da se na nebesima veseliš s Bogom i da vječno vladaš.«
Blagdan Uzašašća 879. pao je 21. svibnja i Hrvatska je zapravo priznata tog dana.
7. lipnja je poznatiji pa se još od devedesetih godina slavi kao Dan hrvatske diplomacije.

## Obilježavanje
Postojale su neslužbene ideje da Dan državnosti bude 7. lipnja, na dan kad je 879. papa Ivan VIII. blagoslovio kneza Branimira i Hrvatsku i time prvi put priznao hrvatsku državu. Franji Tuđmanu bilo je predlagano da se prva sjednica novog Sabora umjesto 30. svibnja 1990. održi 7. lipnja, upravo na 1111. godišnjicu prvoga priznanja hrvatske državnosti.
Dan hrvatske diplomacije tijekom godina svečano se obilježavao u različitim prilikama, primanjem u Predsjedničkim dvorima i Ministarstvu vanjskih i europskih poslova, predstavljanjem zbornika, organiziranjem konferencija i dr.

## Poveznice
- Blagdani i spomendani u Hrvatskoj
- Popis nacionalnih dana u Hrvatskoj